# First Class (Band)
First Class war eine britische Popgruppe, dabei jedoch ein reines Studioprojekt.

## Karriere

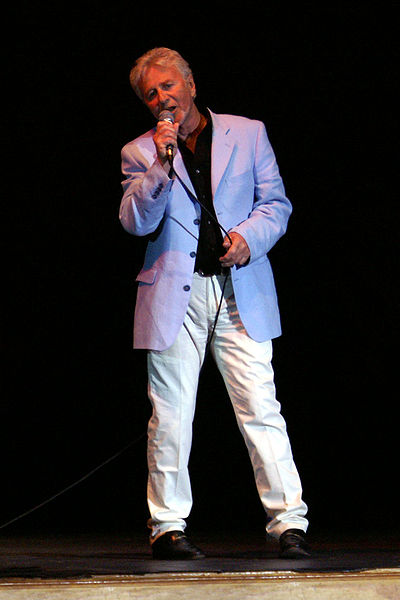
Gründer und Frontman Tony Burrows (2008)

Der Studiosänger Tony Burrows nahm wie so oft auch hier einen Song auf und veröffentlichte diesen unter einem Fantasienamen. Nachdem sich Beach Baby 1974 in den Vereinigten Staaten auf vordere Hitparadenplätze schob (Platz 4), musste die Band auch für ein breites Publikum dargestellt werden können, und da kam es zu der Zusammenkunft einiger bekannter Musiker für Fernsehauftritte. In Großbritannien reichte es für Platz 13, veröffentlicht auf Jonathan Kings UK Label. Produzent von Beach Baby war der Gitarrist John Carter, der auch die Rechte an dem Gruppennamen hatte und ihn immer mal wieder verwandte. 
Tony Burrows sang außerdem die Leadstimme bei The Ivy League, The Flower Pot Men, White Plains, The Pipkins, Brotherhood of Man oder Edison Lighthouse.

## Mitglieder
- Tony Burrows, Gesang
- John Carter, Gitarre
- Del John, Gitarre
- Chas Mills, Schlagzeug

## Diskografie

### Alben
- 1974: The First Class

### Singles
| Jahr | Titel Album                            | Höchstplatzierung, Gesamtwochen, AuszeichnungChartplatzierungen (Jahr, Titel, Album, Platzierungen, Wochen, Auszeichnungen, Anmerkungen) | Höchstplatzierung, Gesamtwochen, AuszeichnungChartplatzierungen (Jahr, Titel, Album, Platzierungen, Wochen, Auszeichnungen, Anmerkungen) | Höchstplatzierung, Gesamtwochen, AuszeichnungChartplatzierungen (Jahr, Titel, Album, Platzierungen, Wochen, Auszeichnungen, Anmerkungen) | Höchstplatzierung, Gesamtwochen, AuszeichnungChartplatzierungen (Jahr, Titel, Album, Platzierungen, Wochen, Auszeichnungen, Anmerkungen) | Höchstplatzierung, Gesamtwochen, AuszeichnungChartplatzierungen (Jahr, Titel, Album, Platzierungen, Wochen, Auszeichnungen, Anmerkungen) | Anmerkungen                         |
| Jahr | Titel Album                            | DE | AT | CH | UK | US | Anmerkungen                         |
| ---- | -------------------------------------- | --- | --- | --- | --- | --- | ----------------------------------- |
| 1974 | Beach Baby The First Class             | DE48 (2 Wo.)DE | — | — | UK13 (10 Wo.)UK | US4 (17 Wo.)US | Erstveröffentlichung: Mai 1974      |
| 1974 | Dreams Are Ten A Penny The First Class | — | — | — | — | US83 (4 Wo.)US | Erstveröffentlichung: November 1974 |
| 1975 | Funny How Love Can Be –                | — | — | — | — | US74 (7 Wo.)US | Erstveröffentlichung: Mai 1975      |